# Moseniella ulei
Moseniella ulei là một loài rêu trong họ Splachnaceae. Loài này được (Müll. Hal. ex Broth.) A.K. Kop. mô tả khoa học đầu tiên năm 1977.